# Kukchagam
Le Kukchagam (hangeul : 국자감 ; hanja : 國子監 ; RR : Gukjagam) est une école coréenne de l'ère Koryŏ qui forme au concours du kwagŏ qui permet d'accéder à la fonction publique. Elle est fondée en 982.

## Contexte
La Chine des Tang fournit au régime du Koryŏ un modèle de cadre organisationnel à suivre, mais le Koryŏ se démarque de son modèle en laissant une très grande place aux familles aristocratiques dans les hautes administrations, ouvrant ainsi la porte à de nombreuses luttes de pouvoir entre familles. Le kwagŏ, examen d'accès à la fonction publique modelé sur les examens impériaux chinois est réinstauré en 958 et permet à l'État de réduire l'influence de l'aristocratie en son sein en permettant un recrutement plus large de ses cadres. Des aristocrates continuent cependant d'avoir accès à certaines fonctions de manière héréditaire, mais en raison du prestige lié à cet examen, ils sont nombreux à s'y présenter. Le Kukchagam permet aux aspirants candidats de se former aux classiques confucéens ; d'autres écoles privées y préparant voient aussi le jour, notamment celle de Ch'oe Ch'ung.